# Districtul Mueang Yang
Mueang Yang (în thailandeză เมืองยาง) este un district (Amphoe) din provincia Nakhon Ratchasima, Thailanda, cu o populație de 28.501 locuitori și o suprafață de 255,5 km².

## Componență
Districtul este subdivizat în 4 subdistricte (tambon). 
| 1. | Mueang Yang    | เมืองยาง     |  |
| 2. | Krabueang Nok  | กระเบื้องนอก  |  |
| 3. | Lahan Pla Khao | ละหานปลาค้าว |  |
| 4. | Non Udom       | โนนอุดม      |  |